# カシアス内藤
カシアス内藤（カシアスないとう、1949年5月10日 - ）は、日本の元プロボクサー。本名は内藤 純一（ないとう じゅんいち）。
兵庫県神戸市生まれ、神奈川県横浜市育ち。アメリカ人の父と日本人の母との間に生まれたハーフであり、アメリカ名はロバート・ウィリアムス・ジュニア。
元東洋（OBF）ミドル級チャンピオン、最高位は世界ミドル級1位。現役当時は「和製クレイ」、「東洋のクレイ」などと呼ばれた。リングネームはモハメド・アリの改名前の名前「カシアス・クレイ」からとったもので、アリと対面した際に承諾を得ている。E&Jカシアス・ボクシングジム会長を務める。戦績39戦27勝（13KO）10敗2分。長男の内藤律樹、次男の内藤未来もプロボクサー。

## 来歴
黒人のアメリカ兵と日本人女性との子として神戸で生まれ、横浜で育った。父は1951年に朝鮮戦争で戦死している。神奈川県の武相高校でボクシング部に入部し、インターハイに出場、ミドル級の高校チャンピオンとなる。プロとしてのリングネームはカシアス・クレイ（のちのモハメド・アリ）から取った。内藤自身は「カシアス」のリングネームに気が重かったが、デビュー翌年から名トレーナーとして知られるエディ・タウンゼントの指導を受けると連勝街道を邁進し、無敗のまま1970年2月に日本ミドル級チャンピオン、翌1971年1月には東洋ミドル級チャンピオンとなり、周囲は重量級の世界チャンピオンの誕生を期待するようになる。
しかし、恵まれた才能を持ちながら、元来の気が優しく精神的に脆い面が災いして、後に輪島功一を倒して世界チャンピオンとなる韓国の柳済斗に敵地で敗れ、東洋ミドル級タイトルを喪うとともに初黒星を喫すると、以降は精彩を欠いた試合を続けるようになった。一足先に重量級の世界チャンピオンとなった輪島とは、ノン・タイトル戦ながら1972年2月に試合を行っており、ダウン応酬の壮絶な打撃戦の末に7回KO負けしている。戦績が下降線を辿るようになってくると、勢いのある選手の「かませ犬」のような存在となり、1974年にやはり後の世界王者である工藤政志に判定負けし、一旦表舞台から姿を消した。
4年後の1978年10月に突然復帰して2連勝し、その余勢を駆って1979年8月に韓国のソウルに乗り込み、朴鍾八との東洋・太平洋ミドル級王座決定戦に挑むものの、2回KO負けを喫し、その年の末に現役を引退した。
引退後咽頭がんを患っている事を公表し（余命3か月の末期がんの告知を受ける）、現役中に知り合ったノンフィクション作家の沢木耕太郎らの協力を得て、2005年2月に地元横浜市中区で念願だったボクシングジム「E&Jカシアス・ボクシングジム」を開設し、生きている間になんとしてもボクシングジムを開設したいという夢を果たした。
エディとの「将来、自分のジムを作って後進の育成をする」という約束を叶えることができたと語り、また「声が出せないと選手を指導できない」との理由でがん摘出手術は拒んだ。摂生に努めた結果、今では日常生活に支障ない位まで克服しつつある。なおジムの名前のE&Jとは、恩師と本名のイニシャルに由来する。
2009年、神奈川県立磯子工業高等学校3年の長男・内藤律樹が、全国高等学校ボクシング選抜大会・全国高等学校総合体育大会ボクシング競技大会・トキめき新潟国体ライト級でそれぞれ優勝し高校3冠を達成。2011年9月にプロデビューを果たし、デビューから8連勝で日本王座挑戦権を獲得。2014年2月10日、日本スーパーフェザー級王座決定戦で同級2位松崎博保を8回終了TKOで破り日本王者となった。親子日本王者は野口進（ライオン野口）・野口恭以来2組目。
沢木耕太郎はカシアス内藤と練習等の日常生活から実際の試合まで行動を共にし、1976年に『クレイになれなかった男』（『敗れざる者たち』に収録）と 1981年に『一瞬の夏』を書き上げ発表した。互いに二十代のころから親交があり、エディ・タウンゼントとも親しかった沢木は、エディの遺志を継ぎたいと願う内藤がジムを開設するにあたって、「大勢の人に広くカンパを募る」という、愛情を持ちながらもさり気ない形のサポートをした。『クレイになれなかった男』では、恵まれた才能を持ちながら、あと一歩の処でチャンスを掴み切れなかった内藤を自らの姿と重ね合わせ、カシアス・クレイや『あしたのジョー』の主人公・矢吹丈と対比させることで「燃え尽きたい」と願っても「燃え尽きることができない」悲哀を描いた。続編とも言える『一瞬の夏』では、復帰して再起を図る内藤の姿を克明に描き、第一回新田次郎文学賞を受賞した。
元日本ミドル級チャンピオンで日本映画の『どついたるねん』（監督：阪本順治、主演：赤井英和）で俳優に転向した大和武士は、少年院で『一瞬の夏』を読んで感激しプロボクサーを志した。
日本・東洋王座を獲得したのも関わらず、事情もあって引退式を行うことはできなかったが、引退から26年が経過した2006年4月2日に新宿FACEで合同引退式に参加した。
2007年10月11日のWBC世界フライ級タイトルマッチ内藤大助対亀田大毅の翌日、同じ内藤姓ゆえジムに10本以上の電話が殺到した。内容は勘違いや「同じ内藤さんとしてどう思いますか」などであった。なお、内藤大助とは血縁関係はない。

## 戦績
- 39戦27勝（13KO）10敗2分